# Sierra Entertainment
Sierra Entertainment (gegründet als On-Line Systems, von 1982 bis 1998 bekannt als Sierra On-Line) war ein amerikanischer Publisher und Entwickler von Computerspielen. Das Unternehmen wurde 1979 vom Ehepaar Ken und Roberta Williams gegründet und blieb bis in die 1990er hinein ein führender Anbieter im Spielemarkt.
Insbesondere auf das Genre der Adventure-Spiele hatte Sierra ab den 1980ern großen Einfluss, als es mit Mystery House das erste Grafikadventure veröffentlichte. Im folgenden Jahrzehnt prägte Sierra mit seinen vielen erfolgreichen Serien – darunter die verschiedenen Quest-Reihen und Leisure Suit Larry – das Genre nachhaltig und brachte viele namhafte Game Designer wie Al Lowe oder Jane Jensen hervor. Sierra war zugleich ein Techniktreiber, der früh neue Hardwaretrends aufgriff und sie bisweilen mitgestaltete, bspw. bei der Unterstützung von Soundkarten oder der CD-ROM als Datenträger. In Kombination mit Sierras Adventure-Expertise setzte das Unternehmen daher Anfang der 1990er auch im Bereich der interaktiven Filme noch Maßstäbe mit Titeln wie Phantasmagoria. Gleichzeitig verpasste man jedoch, erfolgreiche Marken in den Mitte der 1990er besonders gewinnträchtigen Genres der Ego-Shooter und Echtzeitstrategie zu etablieren.
Nach der Übernahme 1996 durch CUC International, einer nicht nachhaltigen Expansionsstrategie in andere Softwaremärkte und dem Finanzskandal des zu Cendant Software fusionierten Mutterkonzerns wurde Sierras Bedeutungsverlust zunehmend sichtbar. Aus einem führenden unabhängigen Entwickler und Publisher wurde ein Tochterunternehmen der französischen Vivendi-Gruppe. Sierras ursprünglicher Kernmarkt, das Adventure-Genre, trocknete zur Jahrtausendwende weitgehend aus, was sich 1999 in der Schließung des Ursprungsstudios in Oakhurst widerspiegelte. Sierra löste im weiteren Verlauf sämtliche internen Entwicklungskapazitäten auf und veröffentlichte nur noch Titel externer Entwickler. Im Konzern erwies sich das Schwesterunternehmen Blizzard Entertainment in seinen Genres als wesentlich erfolgreicher. Bei der Fusion des Mutterkonzerns 2008 mit dem ähnlich aufgestellten und ebenfalls traditionsreichen Konkurrenten Activision besaß Sierra daher keine ausreichende Bedeutung mehr. Mit Führungsübernahme durch das Activision-Management wurden das Unternehmen und seine verbliebenen Projekte abgewickelt. Bis auf ein kurzzeitiges Zwischenspiel von 2014 bis 2016 wurde der Markenname vom neuen Branchenprimus Activision Blizzard nicht mehr aktiv genutzt.

## Geschichte

### Gründung durch Ken und Roberta Williams

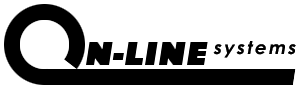
Ursprüngliches Firmenlogo

Sierra wurde 1979 als On-Line Systems von Ken und Roberta Williams gegründet. Ken Williams war Programmierer, seine Frau Roberta begeisterte Nutzerin des Textadventures Adventure. Gemeinsam entwickelten sie in ihrem Haus in Los Angeles Mystery House, das erste Textadventure mit Grafiken. Für die Vermarktung gründeten sie On-Line Systems.
1982 wurde der Firmenname in Sierra On-Line geändert, und das Unternehmen zog ins kalifornische Oakhurst, südlich des Yosemite-Nationalparks. Der dort gelegene Half Dome zierte über lange Jahre das Logo des Studios. 1983 kaufte Sierra die Rechte an mehreren Lernsoftware-Programmen des Entwicklers Sunnyside Soft auf und legte damit den Grundstein für seine spätere Serie von Edutainment-Titeln. Nach einem Bericht der Zeitschrift InfoWorld vom April 1984 rangierte Sierra On-Line nach Umsatz auf Rang 12 der größten Hersteller von Mikrocomputer-Software aller Kategorien (d. h. Betriebssysteme, Bürowandwendungen, Lernsoftware, Spiele etc.). Es rangierte darin bei einem geschätzten Jahresumsatz 1983 von 12,5 Millionen US-Dollar als zweitgrößter Spieleanbieter einen Platz hinter Brøderbund Software und vor Sirius Software und Epyx.

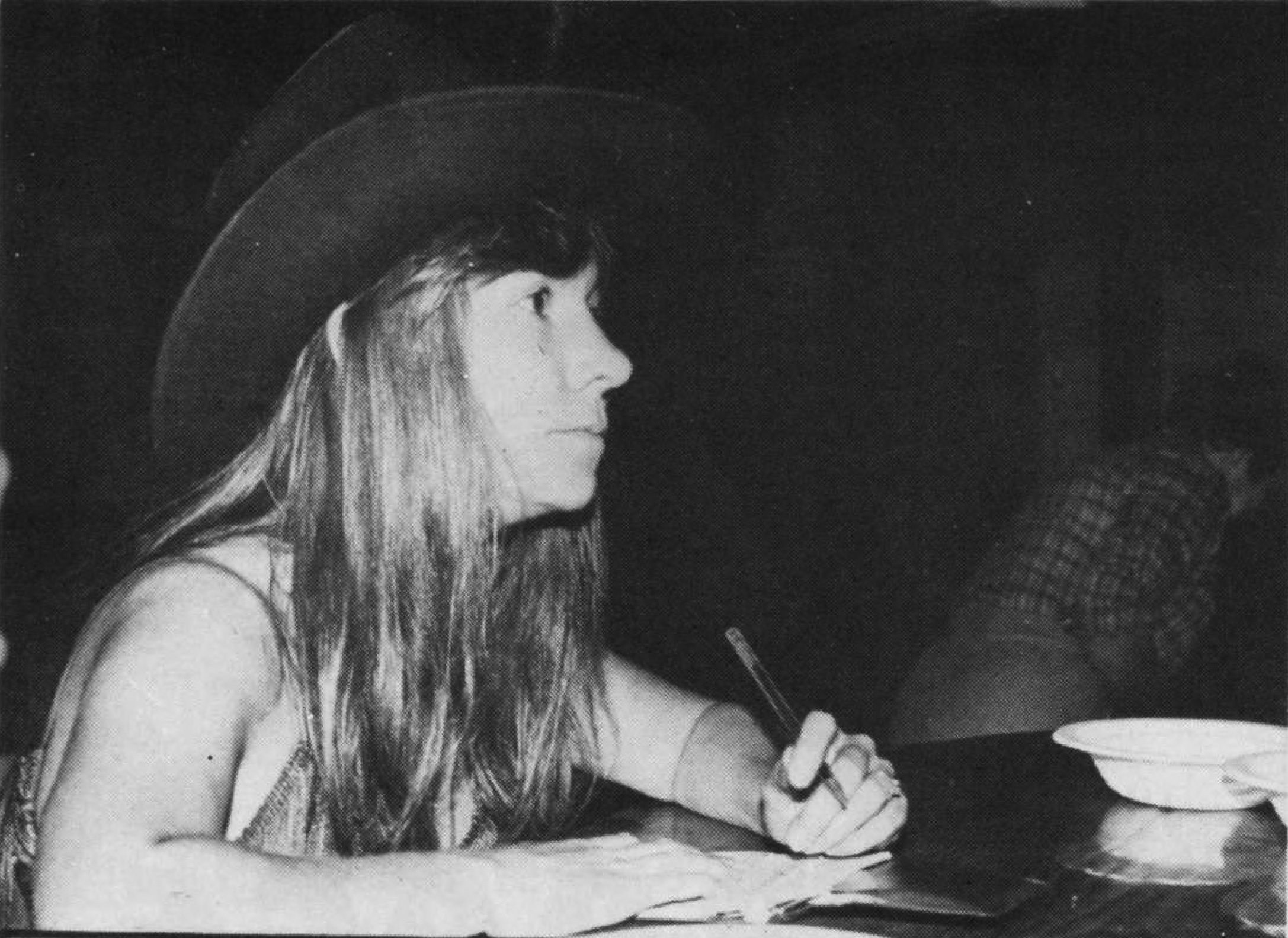
Roberta Williams (1981)
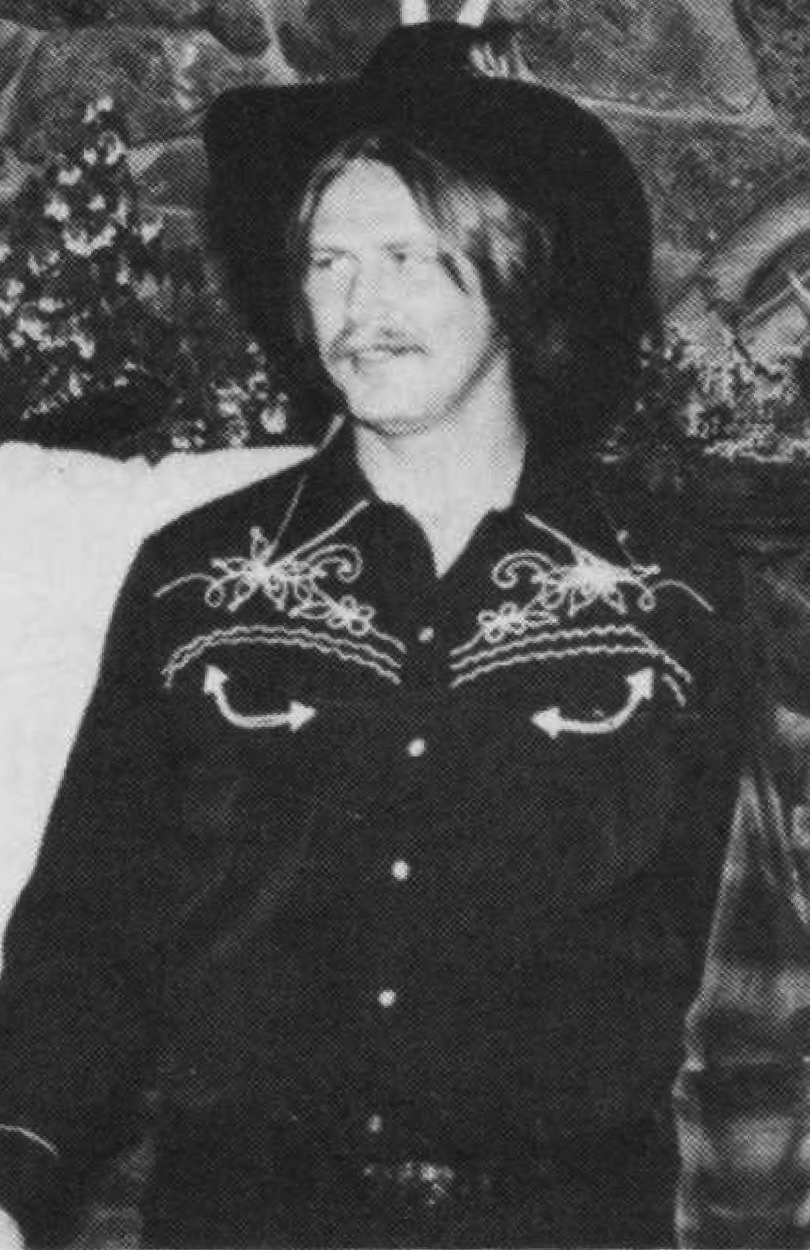
Ken Williams (1981)

Auf Bitte von IBM entwickelte Sierra bis Mai 1984 das erste King’s Quest, um die fortgeschrittene Technik des neu eingeführten IBM PCjr im Bereich Grafik und Sound zu demonstrieren. Da sich die Programmierung des Spiels in Assembler-Code als sehr mühselig herausstellte, entwickelte Sierra den Adventure Game Interpreter (AGI), eine grafische 8bit-Spiel-Engine für Adventures. Zwar musste der Spieler für viele Aktionen weiterhin Textbefehle in eine Kommandozeile eintippen, erhielt daneben aber auch eine farbige Darstellung der Spielumgebung, durch die er seine Spielfigur per Tastatur, Maus oder Joystick steuern konnte. Technisch besaß AGI Unterstützung für die bis zu 16 Farben des PCjr (gegenüber max. vier Farben des gängigen CGA-Standards) und konnte die vier Tonspuren des SN76496-Soundchips im PCjr ansteuern (gegenüber einer Spur der älteren IBM PCs). Der Erfolg dieses Spieles, das nach und nach auf andere Plattformen portiert wurde, war der Beginn einer der erfolgreichsten Sierra-Reihen und legte den Grundstein für etliche weitere Computerspielreihen, die mit Hilfe des AGI entwickelt wurden.
In den folgenden Jahren war Sierra stets wegweisend für das Computerspiele-Design und entwickelte einige große Kassenschlager, aber auch manche Misserfolge. Sierra wurde u. a. ein Reseller für das Soundmodul Roland MT-32 und unterstützte es erstmalig im 1988 veröffentlichten King’s Quest IV. Auch die AdLib-Soundkarte wurde unterstützt, da Ken Williams in einer hochwertigen Soundkulisse eine deutliche Verbesserung für Adventures sah. Dafür engagierte Sierra Fernseh- und Filmkomponisten wie William Goldstein oder Jan Hammer und trug damit zur Weiterentwicklung der musikalischen Untermalung von Computerspielen bei. King’s Quest IV wurde erstmals auch mit Hilfe von Sierras neuer 16bit-Spiel-Engine Sierra Creative Interpreter entwickelt, die AGI als Standard ablöste.

### Nach dem Börsengang
1987 bereitete Sierra für den Börsengang vor, der wegen des Börsencrashs am Schwarzen Montag jedoch zunächst verschoben wurde. Im Oktober 1988 wurde Sierra dann erstmals zu einem Startpreis von 9 US-Dollar pro Anteilsschein unter dem Kürzel SIER an der NASDAQ gelistet. Mit dem Jahr 1990 begann Sierra, andere Unternehmen aufzukaufen, unter anderem Dynamix (1990), den Lernsoftwareentwickler Bright Star Technologies (1992) und Coktel Vision (1993). Allerdings verpasste Ken Williams es, id Software zu übernehmen. John Romero präsentierte ihm in Oakhurst eine Demo des in Entwicklung befindlichen Wolfenstein 3D, mit dem die Macher später dem Genre der Ego-Shooter zum Durchbruch verhelfen und spätestens mit Doom einen weltweiten Boom auslösen sollten. Allerdings erkannte Williams das Potential des Titels nicht und brach die Vorstellung nach Darstellung Romeros bereits nach 30 Sekunden wieder ab. Beeindruckt zeigte er sich hingegen von den Einnahmen aus ids Shareware-Geschäftsmodell mit Commander Keen. Er bot an, die Firma für 2,5 Millionen US-Dollar in Unternehmensaktien zu erwerben. Als die id-Gründer um zusätzliche 100.000 Dollar vorab in bar baten, lehnte Williams ab. Williams bezeichnete dies im Rückblick als einen seiner größten unternehmerischen Fehler, da Sierra unter anderem deshalb Mitte der 1990er in den Boom-Bereichen der Ego-Shooter und Echtzeit-Strategiespiele keine konkurrenzfähigen Produkte aufweisen konnte.

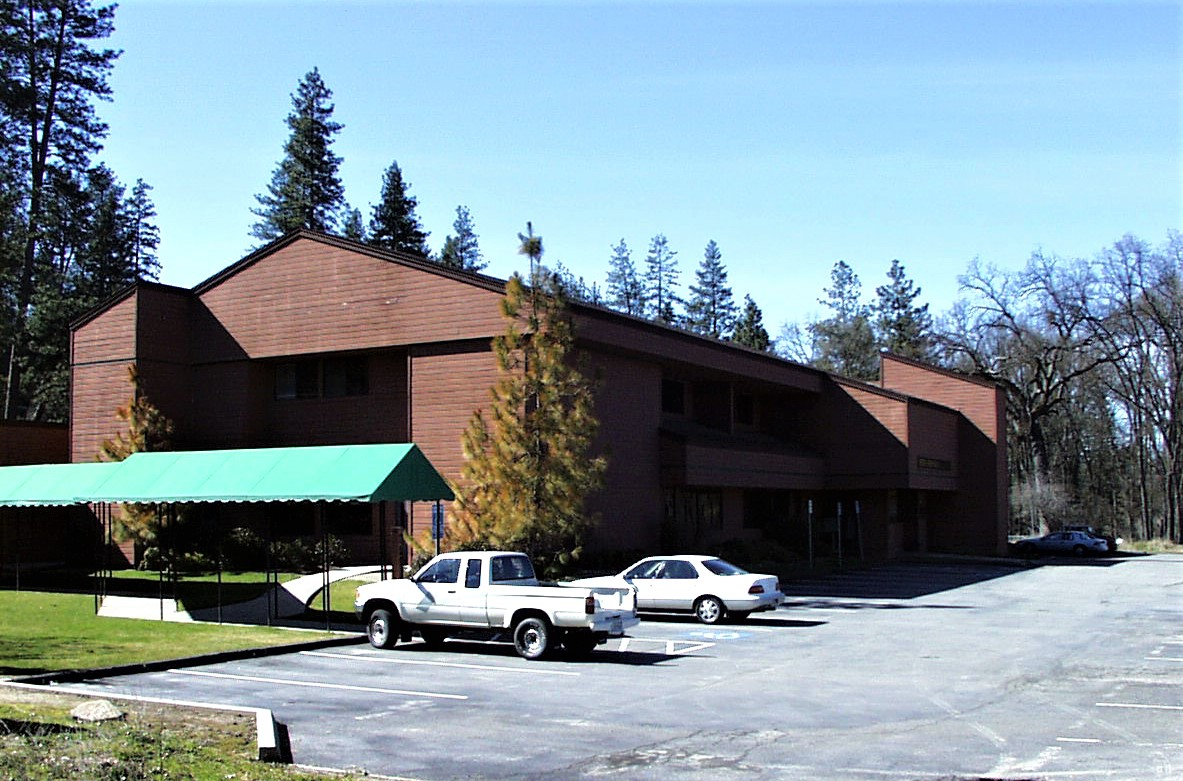
Sierras langjährige Firmenzentrale in Oakhurst.

Im März 1991 trafen sich die Spitzen von Sierra und Brøderbund, um eine mögliche Fusion der beiden Unternehmen zu eruieren. Die Verbindung der beiden Publisher hätte Electronic Arts nach Umsatz als größten Publisher abgelöst. Die Gespräche wurden jedoch wieder abgebrochen, da man keine Einigung über die Positionsverteilung und künftige Struktur des Unternehmens erzielen konnte. Oktober 1991 startete Sierra einen Online-Dienst namens The Sierra Network (TSN) in Form eines eigenen Tochterunternehmens. Noch vor dem WWW gestartet, war es vergleichbar mit Anbietern wie Compuserve oder Prodigy, nur dass seine Oberfläche komplett grafisch realisiert war. Thematisch handelte es sich dabei um eine Mischung aus Königreich und einem Vergnügungspark, in dem Anwender per Mausklick verschiedene „Landschaften“ besuchen konnten und dort auf Bulletin Boards posten, E-Mails verschicken oder Spiele spielen konnten. Sierra investierte 10 Millionen Dollar in die Entwicklung seines Online-Netzwerks. Allerdings gelang es nicht, das Projekt in die Gewinnzone zu befördern. Daher stimmte man im Juli 1993 einer 20%-Beteiligung des Telekommunikationsanbieters AT&T an TSN zu und veräußerte weitere 20 % an die Venturekapital-Firma General Atlantic Partners. In diesem Zug erfolgte die Umbenennung in ImagiNation Network und Verlagerung des Firmensitzes aus Oakhurst. Die Abmachung mit AT&T sah bereits vor, dass der Konzern zukünftig die Mehrheit am ImagiNation Network übernehmen könne. Diese Option nutze AT&T schließlich im November 1994 und erwarb die restlichen Unternehmensanteile von Sierra und General Atlantic Partners für 40 Millionen US-Dollar. Insgesamt bescherte der Ausflug in das Onlinegeschäft Sierra hauptsächlich millionschwere Verluste. Auch unter AT&T konnte sich das ImagiNation Network nicht dauerhaft etablieren. Im April 1996 erwarb AOL den Service von AT&T und absorbierte es in sein eigenes Angebot.
1994 wurde das Hauptquartier von Sierra von Oakhurst nach Bellevue (Washington) verlegt, um mehr talentierte Mitarbeiter anzulocken. Die Büros in Bellevue wurden auch unter der Bezeichnung Sierra Northwest geführt. Im selben Jahr wurde Michael Brochu zunächst als Chief Financial Officer engagiert, um die finanziellen Verluste der vergangenen Jahre zu stoppen. Im Oktober 1995 wurde er zum Chief Operating Officer und President von Sierra ernannt. Unter Brochu bemühte sich Sierra, in einem sich konsolidierenden Markt sein Produktportfolio auf weitere Geschäftsfelder wie z. B. Anwendungen für Heimcomputer und Lernsoftware ausweiten und seine führende Position durch weitere Zukäufe externer Studios zu sichern. Mai 1995 erwarb man daher zunächst Green Thumb Software, einen Entwickler von Anwendungssoftware zur Planung der Gartengestaltung (LandDesigner Multi-Media for Gardens). Im September 1995 folgte mit Arion Software ein Anbieter für Kochsoftware (MasterCook 2). Daneben wurden im selben Jahr drei Spieleentwickler erworben: das auf Aufbau- und Strategiespiele fokussierte Impressions Games (Juni 1995), die Flugsimulationsspezialisten von SubLogic und der Rennspielentwickler Papyrus Design Group (beide November 1995). Ebenfalls 1995 erworben wurde die Pixellite Group mitsamt der Rechte an Print Artist, einem Publishing-Programm, welches Anwendern erlaubt, Drucke von hochauflösenden Bildern herzustellen. 1996 wurde Synergistic Software erworben, ein benachbartes Entwicklerstudio, das bereits als Auftragnehmer von Sierra entwickelt hatte.

### Übernahme und Ausscheiden der Gründer
Anfang Februar 1996 wurde Ken Williams von Sierras Boardmitglied Walter Forbes angefragt, ob er eine Übernahme durch den Coupon-Anbieter Comp-U-Card International (CUC) in Betracht ziehen würde. CUC wolle massiv in den Softwaremarkt einsteigen und in einer großangelegten Übernahmeaktion mehrere bedeutsame Spieleentwickler unter seinem Dach bündeln, namentlich Sierra, LucasArts, Brøderbund und der Lernspiel-Anbieter Davidson & Associates mit seiner Spieletochter Blizzard Entertainment. Brøderbund und LucasArts schlugen die Offerte aus, doch Williams stimmte letztlich zu. Am 20. Februar 1996 verkündete CUC seinen Plan, Sierra und Davidson & Associates für 1,06 bzw. 1,14 Milliarden US-Dollar zu übernehmen, zahlbar in Form von CUC-Unternehmensanteilen. Die Übernahme wurde im Juli formal abgeschlossen. Williams wurde Vice-Chairman von CUC International, Mitglied des Office of the President of CUC, Verantwortlicher für Sierras R&D und formal auch Sierras CEO. CUC International bündelte seine Games- und Software-Aktivitäten unter dem Dach der CUC Software Inc., zu deren Leiter der mit Ken Williams rivalisierende Bob Davidson ernannt wurde. CUC Software zentralisierte Herstellung, Vertrieb und Distribution seiner Töchter, zu denen neben Sierra nun auch Davidson, Blizzard Entertainment, Knowledge Adventure und Gryphon Software zählten. Allerdings gab es von Beginn an grundlegende Mentalitätsunterschiede und abweichende Vermarktungsstrategien zwischen Davidsons Lernsoftware-Einheit und Sierras Spielepublishing. Statt des von Williams erwarteten kooperativen Führungsstils zog Davidson sämtliche Entscheidungskompetenz an sich, während sich Williams zunehmend isoliert fühlte. Anfang 1997 wechselte er intern zu CUCs Online-Verkaufsplattform NetMarket.
Kurz zuvor, im November 1996, sicherte Ken Williams für Sierra noch die Publishingrechte an Half-Life, um dem Unternehmen endlich ein erfolgreiches Standbein im boomenden Shooter-Markt zu sichern. 1997 folgten Übernahmen von Berkeley Systems (formal durch CUC Software), Books That Work, PyroTechnix und Headgate. Als Sierras Schwesterunternehmen Blizzard mit dem Action-Rollenspiel Diablo einen enormen Verkaufserfolg landen konnte, erhielt die Sierra-Tochter Synergistic Software den Auftrag ein Add-on zu entwickeln. Im November 1997 brachte Sierra Diablo: Hellfire auf den Markt.
Bob Davidson hatte das Unternehmen im Januar 1997 verlassen und wurde ersetzt durch CUC-Geschäftsführer Chris McLeod. Im Laufe des Jahres 1997 verließ Ken Williams den Konzern ebenfalls, nachdem er bei der Neubesetzung von Davidsons Posten übergangen worden war und er für sich und seine Vorstellungen keine Perspektive mehr erkennen konnte. Im Oktober 1997 schied schließlich auch Broshu aus dem Unternehmen aus. Sein Nachfolger wurde Chris McLeod und Sierras Struktur wurde in drei Abteilungen aufgeteilt, die jeweils von einem Senior Vice President geleitet wurden:
1. Sierra Home, Berkeley Systems und alle Online-Spiele unter Leitung von Bill Moore
2. Sierra Northwest, Sierra Oakhurst und Impressions Software unter Leitung von Scott Lynch
3. Sportspiele von Papyrus Design Group und Front Page Sports unter Leitung von Randy Dersham

Im Dezember 1997 wurde CUC mit Hospitality Franchise Systems (HFS Inc.) zu Cendant Software zusammengeschlossen. Nach dem Bekanntwerden von „Unregelmäßigkeiten“ in der Finanzführung von Cendant Software (in einem Umfang von mehr als 300 Millionen US-Dollar) im April 1998 wurde Sierra an den französischen Publisher Havas weiterverkauft, der seinerseits im selben Jahr vom Medienkonzern Vivendi übernommen wurde.
1998 wurden die Sierra-Büros in Oakhurst in Yosemite Entertainment umbenannt und Sierra ein weiteres Mal umstrukturiert, diesmal in fünf Abteilung:
1. Sierra Attractions Label für familienfreundliche Gelegenheits- oder an Brett- und Kartenspiele angelehnte Titel wie You Don’t Know Jack, Sierras Hoyle-Reihe und andere, vor allem Entwicklungen von Berkeley Systems.
2. Sierra Home Marke für Softwareanwendungen für den Haushalt wie Print Artist, Hallmark Card Studios, die MasterCook-Reihe, Mein Stammbaum und andere
3. Sierra Sports veröffentlichte Sportspiele, die von Papyrus Design Group und Dynamix’ Sportabteilung entwickelt wurden.
4. Sierra FX umfasste Großproduktionen von Yosemite Entertainment, hauptsächlich Adventures und Onlinetitel, darunter Quest for Glory 5, Police Quest: SWAT 2 und Babylon 5 Space Combat. Weitere Arbeiten waren die Pflege des seit 1996 laufenden Onlinetitels The Realm, Arbeiten an einem neuen Spiel zu Tolkiens Mittelerde sowie ein Spiel zu den Büchern von Richard Marcinko. Letztlich sollten es nur Quest for Glory 5 und SWAT 2 zur Veröffentlichung schaffen.
5. Sierra Studios als allgemeine Publishingabteilung, verantwortlich für Großproduktionen wie King’s Quest. Das Hauptquartier dieser Abteilung befand sich in Bellevue (Sierra Northwest) und veröffentlichte einen Großteil der alten Sierra-Marken (King’s Quest 8, Gabriel Knight 3). Zugeordnet waren außerdem die Produktionen der Studios Impressions Software (Caesar 3) und PyroTechnix (Rückkehr nach Krondor) sowie Dynamix’ restliche Entwicklungsarbeiten außerhalb der Sportreihen (Red Baron, Starsiege, Pro Pilot, Flugsimulatoren). Von Sierra Studios wurden zudem Spiele unabhängiger Entwickler veröffentlicht, darunter etwa Half-Life oder Homeworld.

Im Dezember 1998 erschien, nach einer von internen Querelen geprägten Entwicklungszeit, King’s Quest 8: Maske der Ewigkeit, der letzte Titel der Reihe unter Sierras Ägide. Es markierte zugleich den vorläufigen Endpunkt für Roberta Williams Designer-Tätigkeit, die das Unternehmen danach ebenfalls verließ.

### Zunehmender Bedeutungsverlust unter Vivendi
Am 22. Februar 1999 führte eine interne Entscheidung von Sierra dazu, dass vier Entwicklungsstudios geschlossen wurden. Dieser Tag, an dem Sierra eine umfassende Neuorganisierung des Unternehmens ankündigte, wurde auch als „Chainsaw Monday“ (engl. für Kettensägen-Montag) bezeichnet. Die überraschendste Schließung war die von Yosemite Entertainment, des ursprünglichen Kernstudios in Oakhurst. Die Zusammenarbeit mit langjährigen Entwicklern wie Al Lowe und Mark Crowe und Projekte wie Space Quest 7 und Leisure Suit Larry 8 wurden eingestellt. Neben der Kappung der eigenen Wurzeln und damit einhergehend einem Verlust eigener Identität, hatte die Schließung des zweitgrößten Arbeitgebers der Region Oakhurst verheerende Auswirkungen auf den lokalen Arbeits- und Immobilienmarkt. Sierra-Gründer Ken Williams fühlte sich derart betroffen, dass er einen offenen Brief schrieb, um den entlassenen Mitarbeitern sein Mitgefühl auszudrücken.
Weitere Studios, die geschlossen wurden, waren PyroTechnix, Books That Work und Synergistic; insgesamt verloren 135 Mitarbeiter durch die Schließungen ihre Arbeitsplätze. Das Unternehmen wurde ein weiteres Mal umstrukturiert. Diesmal wurde es in eine Abteilung für die Entwicklung der Haupttitel (Sierra Studios), eine Abteilung für Sport-Spiele (Sierra Attractions) und eine Abteilung für Unterhaltungssoftware (Sierra Home) unterteilt. 105 weitere Angestellte verloren im Zuge dieser Neuorganisation ihre Arbeitsplätze. Zu dieser Zeit änderte das Unternehmen auch seine Prioritäten weg von der Computerspiele-Entwicklung hin zur Veröffentlichung von Spielen unabhängiger Entwickler. 2001 wurde Dynamix geschlossen und die verbliebenen 97 Mitarbeiter entlassen. 2002 änderte das Unternehmen seinen Namen zu Sierra Entertainment, um Assoziationen mit einem rein auf Online-Spiele ausgerichteten Unternehmen entgegenzutreten.
Ebenfalls 2001 verzichtete Sierra gegenüber Valve auf alle Rechte an der Marke Half-Life und gab dem Entwicklerstudio in Verkennung der künftigen Bedeutung der digitalen Distribution einige Online-Distributionsrechte zurück. Valve etablierte mit Steam eine erfolgreiche Online-Distributionsplattform und trat damit auch in Konkurrenz mit Sierras Retaildistribution von Half-Life 2. Dies führte zu einem Rechtsstreit, den Sierra 2005 endgültig verlor und daraufhin sämtliche Vermarktungsrechte an Valve zurückgeben musste.
Im Juni 2004 reorganisierte Vivendi seine Spiele-Sparte, verteilte die noch vorhandenen Projekte von Sierra an andere Abteilungen und schloss im August desselben Jahres die Hauptbüros von Sierra in Bellevue. Vivendi plante einen Neustart der Marke mit neuem Management und neuen Studios sowie einem neuen Markenportfolio, darunter Crash Bandicoot, Spyro the Dragon und Scarface: The World Is Yours. Die Pläne wurden aber nicht mehr umgesetzt.

### Schließung und kurzzeitige Wiederbelebung

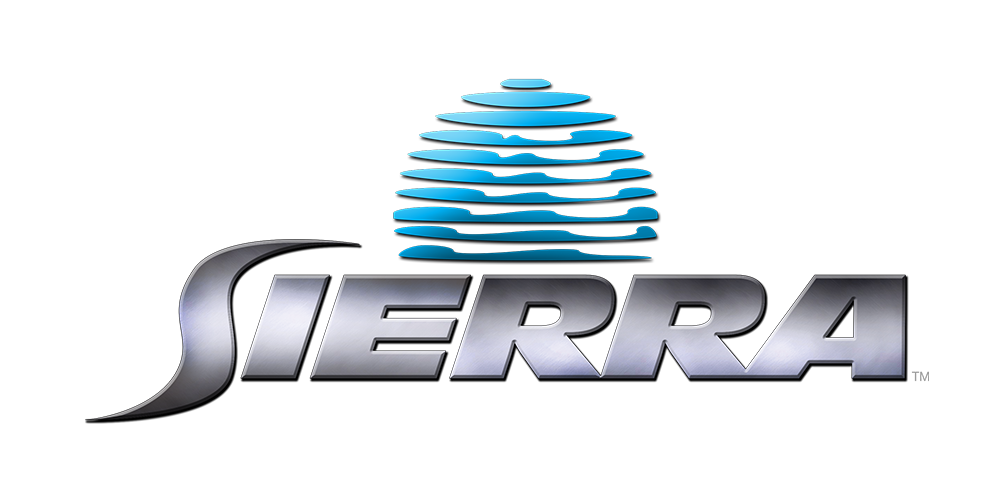
Logo während der kurzzeitigen Wiederbelebung (2014–2016)

Im Januar 2008 gaben Sierras Mutterkonzern Vivendi Games und der Mitbewerber Activision ihre Fusion zum neuen Branchenprimus Activision Blizzard bekannt. Im Juli wurde Sierra nach interner Überprüfung für das fusionierte Unternehmen als strategisch nicht bedeutsam eingestuft. Zahlreiche unter Vivendi in Auftrag gegebene Spieleentwicklungen wurden wieder eingestellt und eine Schließung oder ein Verkauf geprüft. Bereits im August 2008 spekulierte daher das britische Spielemagazin Edge über eine Stilllegung des Markennamens Sierra. Im Oktober 2008 wurden zahlreiche Multiplayer-Server zu Sierra-Spielen abgeschaltet. Am 1. November 2008 wurden viele der Webseiten zu den jeweiligen Spielen abgeschaltet oder zur Startseite von Activision umgeleitet und der Name stillgelegt.
Im August 2014 gab Activision Blizzard auf der in Köln stattfindenden Spielemesse Gamescom bekannt, den Markennamen Sierra wiederzubeleben und neue Spiele unter dem Label veröffentlichen zu wollen. Als erste Titel wurden ein neuer Titel der Reihe King’s Quest, konzipiert vom Entwicklerstudio The Odd Gentleman, und Geometry Wars 3: Dimensions von Lucid Games angekündigt. King’s Quest wurde in fünf Episoden zwischen dem 28. Juli 2015 und dem 25. Oktober 2016 veröffentlicht. Zwei weitere Titel unter dem Label Sierra waren das Shoot ’em up Velocity 2X und Shiftlings. Seither kam das Sierra-Label nicht mehr zu Anwendung. Im August 2018 erwarb der Einzelhandelskonzern TJX Companies für sein Tochterunternehmen Sierra Trading Post die Webdomain sierra.com von Activision.
Eine unabhängige Entwickler-Gruppe namens AGD Interactive legte einige der klassischen Sierra-Adventures der 1980er- und 1990er-Jahre neu auf.

## Unternehmen in der Sierra-Gruppe

### Computerspiele
- Berkeley Systems (Übernahme durch CUC International im April 1997, Eingliederung in Sierra als internes Studio)
- Coktel Vision in Paris, Frankreich (Übernahme Oktober 1993)[33]
- Dynamix in Eugene, Oregon (Übernahme August 1990, Schließung August 2001)[34]
- Headgate Studios in Bountiful, Utah (Übernahme April 1996,[35] Management Buy-out 1999)[36]
- Impressions Games in Cambridge, Massachusetts (Übernahme 1995,[35] Schließung Mai 2004)[37]
- Papyrus Design Group in Watertown, Massachusetts (Übernahme 1995,[35] Schließung Mai 2004)[37]
- PyroTechnix (Übernahme Dezember 1997, Eingliederung in Sierra Februar 1999)[21]
- SubLogic in Champaign, Illinois (Übernahme 1995, Eingliederung in Sierra On-Line)[38]
- Synergistic Software (Übernahme 1996, Eingliederung in Sierra Februar 1999)[39]
- Yosemite Entertainment in Oakhurst, Kalifornien (ursprüngliches Hauptstudio, 1998 ausgegliedert, Schließung 1999)[21]

### Lernsoftware
- Books That Work (Übernahme April 1997, Schließung Februar 1999).[21]
- Bright Star Technology in Bellevue, Washington (Übernahme 1992)[40]

### Anwendungssoftware
- Arion Software (Übernahme 1995,[41] Eingliederung in Sierra On-Line)
- Green Thumb Software in Boulder, Colorado (Übernahme Juli 1995,[42] Eingliederung in Sierra On-Line)
- The Pixellite Group (Übernahme Mai 1995,[16] Eingliederung in Sierra On-Line)

## Spiele

### Bis 2008 veröffentlichte Spiele

#### Adventures

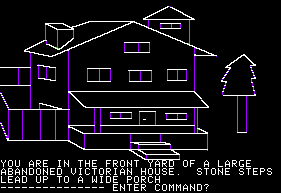
Screenshot von Mystery House, dem ersten grafischen Adventure

Zu den Markenzeichen vieler Sierra-Titel (darunter fast sämtlicher ihrer Adventures) gehört, dass diese äußerst zahlreiche, vielfältige und teils sehr skurrile Möglichkeiten für die Spielfigur beinhalten, zu Tode zu kommen und so das Spiel vorzeitig zu beenden. Neben ihrer trotz des meist eher cartoonartigen Grafikstils sehr deutlichen bis brutalen Darstellung wird zudem jeder einzelne Tod (oder sonstiges Game Over) vom Spiel (in späteren vertonten Titeln meist vom Erzähler) sarkastisch kommentiert, wobei diese Kommentare manchmal sogar einen oder mehrere Tipps enthalten, wie der Spieler die Situation beim nächsten Mal lösen kann.
- Codename: Iceman (1989)
- Conquests-Reihe

1. Conquests of Camelot: King Arthur, The Search for the Grail (1989)
2. Conquests of the Longbow: The Adventures of Robin Hood (1992)

- Dragon’s Keep (1983)
- EcoQuest-Reihe

1. EcoQuest: The Search for Cetus (1991)
2. EcoQuest 2: Lost Secret of the Rainforest (1993)

- Freddy Pharkas: Frontier Pharmacist (1993)
- Gabriel-Knight-Reihe

1. Gabriel Knight: Sins of the Fathers (dt.: Die Sünden der Väter) (1993)
2. The Beast Within: A Gabriel Knight Mystery (1995)
3. Gabriel Knight: Blood of the Sacred, Blood of the Damned (dt.: Blut der Heiligen, Blut der Verdammten) (1999)

- Gold Rush! (1988)
- Hi-Res Adventure
  - #01: Mystery House (1979/80, 1982 wiederveröffentlicht von SierraVenture)
  - #00: Mission Asteroid (1980, 1982 wiederveröffentlicht von SierraVenture)
  - #02: The Wizard and the Princess / Adventure in Serenia (1980, 1982 wiederveröffentlicht von SierraVenture)
  - #03: Cranston Manor (1981)
  - #04: Ulysses and the Golden Fleece (1981, 1982 wiederveröffentlicht von SierraVenture)
  - #05: Time Zone (1981/82, produziert 1981, 1982 wiederveröffentlicht von SierraVenture)
  - #06: The Dark Crystal (1982)
- Heart of China (1991)
- King’s-Quest-Reihe

1. King’s Quest I: Quest for the Crown (1984)
2. King’s Quest II: Romancing the Throne (1985)
3. King’s Quest III: To Heir Is Human (1986)
4. King’s Quest IV: The Perils of Rosella (1988)
5. King’s Quest V: Absence Makes the Heart Go Yonder! (1990)
6. King’s Quest VI: Heir Today, Gone Tomorrow (dt. Titel: Heute geerbt und morgen verschwunden) (1992)
7. King’s Quest VII: Die prinzlose Braut (1994)
8. King’s Quest 8: Maske der Ewigkeit (1998)
9. King’s Quest Collection – mehrere Wiederveröffentlichungen mit allen Teilen (außer Teil 8), zuletzt 2006 für Windows XP

- Laura-Bow-Reihe

1. The Colonel’s Bequest: A Laura Bow Mystery (1989)
2. Der Dolch des Amon Ra (1992)

- Leisure-Suit-Larry-Reihe

1. Softporn Adventure (1981, Vorgänger von Leisure Suit Larry)
2. Leisure Suit Larry in the Land of the Lounge Lizards (1987)
3. Leisure Suit Larry Goes Looking for Love (In Several Wrong Places) (1988)
4. Leisure Suit Larry 3: Passionate Patti in Pursuit of the Pulsating Pectorals (1989)
5. Leisure Suit Larry 1: In the Land of the Lounge Lizards (1991, Remake)
6. Leisure Suit Larry 5: Passionate Patti macht beim Geheimdienst mit (1991)
7. Laffer Utilities (1992)
8. Leisure Suit Larry 6: Reiß’ auf oder schieb ab! (1993)
9. Leisure Suit Larry 7: Yacht nach Liebe! (1995)
10. Leisure Suit Larry’s Casino (1998)
11. Leisure Suit Larry 8: Lust in Space (nicht veröffentlicht)
12. Leisure Suit Larry - Magna Cum Laude (2004, nicht vom ursprünglichen Designer Al Lowe)

- Lighthouse: Das dunkle Wesen (1996)
- Lost In Time (1993)
- Manhunter-Reihe

1. Manhunter: New York (1988)
2. Manhunter 2: San Francisco (1989)

- Mickey’s Space Adventure (1984)
- Phantasmagoria-Reihe

1. Phantasmagoria (1995)
2. Phantasmagoria 2: Labor des Grauens (1996)

- Police-Quest-Reihe

1. Police Quest: In Pursuit of the Death Angel (1987, VGA-Remake 1992)
2. Police Quest II: The Vengeance (1988)
3. Police Quest III: The Kindred (1991)
4. Police Quest IV: Open Season (1993)

- Quest-for-Glory-Reihe (ursprünglicher Titel: Hero’s Quest)

1. Quest for Glory I (alias Hero’s Quest I): So You Want to be a Hero (1989, verbesserte Version 1991)
2. Quest for Glory II (alias Hero’s Quest II): Trial by Fire (1990)
3. Quest for Glory III: Wages of War (dt.: Der Lohn des Krieges) (1992)
4. Quest for Glory IV: Shadows of Darkness (dt.: Schatten der Dunkelheit) (1994)
5. Quest for Glory V: Dragon Fire (dt.: Drachenfeuer) (1998)

- Rama (1996)
- Shivers-Reihe

1. Shivers (1995)
2. Shivers Two: Harvest of Souls (1997)

- Slater & Charlie Go Camping (1993)
- Space-Quest-Reihe

1. Space Quest: Chapter I – The Sarien Encounter (1986, verbesserte Version 1990 Space Quest I: Roger Wilco in the Sarien Encounter)
2. Space Quest II: Chapter II – Vohaul's Revenge (1987)
3. Space Quest III: The Pirates of Pestulon (dt. Titel: Space Quest III: Die Piraten von Pestulon) (1989)
4. Space Quest IV: Roger Wilco and the Time Rippers (1991)
5. Space Quest V: Roger Wilco – The Next Mutation (1993)
6. Space Quest 6: Roger Wilco in the Spinal Frontier (1995)

- The Adventures of Willy Beamish (1991)
- The Black Cauldron (1986)
- The Roberta Williams Anthology (1996)
- Torins Passage (1995)
- Troll’s Tale (1983)
- Urban Runner (1995)
- Winnie the Pooh in the Hundred Acre Wood (1986)
- Woodruff and the Schnibble of Azimuth (1995)

#### Andere Spiele
- Aces of the Pacific
- Arcanum (2001)
- B.C.’s Quest for Tires (1983)
- Betrayal at Krondor (1993)
- Betrayal in Antara (1997)
- Birthright: Die Dunkle Allianz (1997)
- City-Building-Reihe

1. Caesar (1993)
2. Caesar 2 (1995)
3. Caesar 3 (1998)
4. Caesar 4 (2006)
5. Pharao (1999) und Königin des Nils: Kleopatra (2000)
6. Herrscher des Olymp – Zeus (2001) und Herrscher von Atlantis: Poseidon (2002)
7. Der erste Kaiser (2003)

- Conqueror A.D. 1086
- Crash Bandicoot Titel
- Der Hobbit (2003)
- Donald Duck’s Playground (1985)
- Dr.-Brain-Reihe

1. Castle of Dr. Brain (1991)
2. Island of Dr. Brain (1992)
3. The Lost Mind of Dr. Brain (1995)
4. The Time Warp of Dr. Brain (1996)
5. Dr. Brain Thinking Games: Puzzle Madness (1998)

- Empire-Earth-Reihe

1. Empire Earth (2001)
2. Empire Earth 2 (2005)
3. Empire Earth 3 (2007)

- Fear (2005)
- Funkflitzer
- Ground-Control-Reihe
- Half-Life-Reihe (veröffentlicht)
- Homeworld-Reihe
  - Homeworld
  - Homeworld: Cataclysm
  - Homeworld 2
- Hoyle’s-Reihe

1. Hoyle’s Official Book of Games: Volume 1 (1989)
2. Hoyle’s Official Book of Games: Volume 2 (1990)
3. Hoyle’s Official Book of Games: Volume 3 (1991)
4. Hoyle Casino
5. Hoyle Board Games
6. Hoyle Card Games
7. Hoyle Kids Games
8. Hoyle Puzzle Games
9. Hoyle Table Games
10. Hoyle Solitaire (1996)
11. Hoyle Backgammon and Cribbage (1999)
12. Hoyle Casino Empire (2002)
13. Hoyle Majestic Chess (2003)

- Hunter Hunted (1996)
- Johnny Castaway (1996) – weltweit erster Screensaver-Cartoon, heute Freeware
- Jones in the Fast Lane (1991)
- Lode Runner Remake mit verbesserter Grafik und zusätzlichen Spielelementen.
- Metal Arms: Glitch in the System
- Metaltech-Reihe
  - Metaltech: Earthsiege (1994)
  - Metaltech: Battledrome (1994)
  - Earthsiege 2 (1996)
  - Starsiege (1999)
- Mouskattack (1982)
- NASCAR Racing
- No-One-Lives-Forever-Reihe
  - No One Lives Forever (2000)
  - No One Lives Forever 2 (2002)
  - Contract J.A.C.K. (2003)
- Oil’s Well (1983)
- Outpost-Reihe

1. Outpost (1994)
2. Outpost 2: Geteilte Bestimmung (1997)

- Quarky & Quaysoo’s Turbo Science (1992)

- Red Baron-Reihe
  - Red Baron (1990)
  - Red Baron II (1997)

- Rückkehr nach Krondor (1998)
- Sid & Al’s Incredible Toons

- SWAT-Reihe:
  - Police Quest: SWAT (1995)
  - Police Quest: SWAT 2 (1998)
  - SWAT 3: Close Quarters Battle (1999)
  - SWAT 4 (2005)

- The-Incredible-Machine-Reihe
  - The Incredible Machine (1992)
  - The Incredible Machine 2 (1994)
  - The Incredible Toon Machine (1994)
  - The Incredible Machine 3.0 (1995)
  - The Even More Incredible Machine (1996)
  - Return of the Incredible Machine: Contraptions (2000)
  - The Incredible Machine: Even More Contraptions (2001)

- The Legend of Spyro
  - The Legend of Spyro: A New Beginning (2006)
  - The Legend of Spyro: The Eternal Night (2007)
  - The Legend of Spyro: Dawn of the Dragon (2008)
- Tribes-Reihe
  - Starsiege: Tribes (1998)
  - Tribes 2 (2001)
  - Tribes: Aerial Assault (2002)
- Ultima-Reihe
  - Ultima II: Revenge of the Enchantress (1982)
  - Ultima: Escape from Mt. Drash (1983)
- Ultra Pinball
- World in Conflict

### Als Markenlabel von Activision-Blizzard (2014–2016)
- Geometry Wars 3: Dimensions (2014)
- Shiftlings (2015)
- Velocity 2X (2015)
- King’s Quest (2015–2016, erste Episode 2015 erschienen[44])